# Little Bird (The Beach Boys)
Little Bird è un brano musicale scritto da Dennis Wilson, Steve Kalinich, e Brian Wilson (non accreditato) per il gruppo musicale statunitense The Beach Boys. La canzone venne inclusa nel loro album del 1968 Friends, e pubblicata anche su singolo come B-side della title track. Il singolo raggiunse la posizione in classifica numero 47 negli Stati Uniti e la numero 25 in Gran Bretagna.

## Il brano
Scritto da Dennis su testi del poeta Stephen Kalinich, a proposito del brano, Brian Wilson, autore non accreditato di parte della canzone, disse: «Dennis ci fornì Little Bird che mi mandò fuori di testa tanto era piena di spiritualità. Lui sbocciò tardivamente come compositore. Ebbe una vita dura e spericolata, ma la sua musica era così piena di sensibilità come quella di nessun altro». Brian non volle che il suo nome fosse inserito nei crediti del brano per permettere al fratello di percepire maggiori royalties.
Parte del ritornello di Little Bird fu scritto da Brian Wilson, partendo da una traccia inedita del 1966 intitolata Child Is Father of the Man, iniziata per l'abortito progetto Smile. Mixaggi preliminari di Little Bird includevano anche il suono della tromba trattata presente nella composizione originaria di Brian Wilson. Child is Father of the Man sarebbe poi stata registrata nuovamente da Brian stesso nel 2004 per il suo album solista Brian Wilson Presents Smile.

## Formazione
- Brian Wilson: voce (falsetto)
- Dennis Wilson: voce solista, batteria
- Carl Wilson: voce
- Carol Kaye: basso